# Gaston Thomson

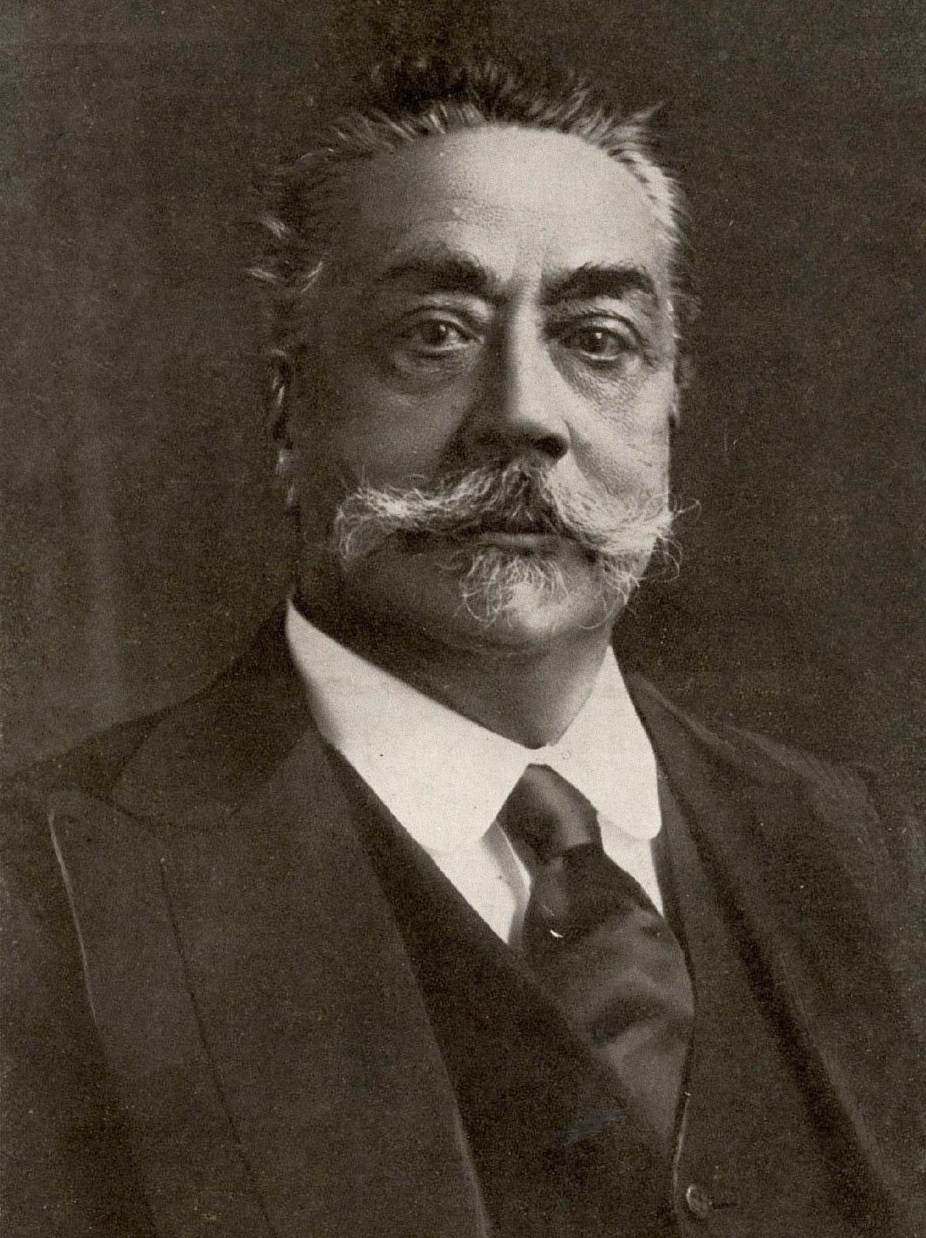
Thomson, Gaston

Gaston Thomson (Oran, 29 januari 1848 - Bône, 14 mei 1932), was een Frans politicus.

## Biografie
Gaston Thomson werd op 29 januari 1848 geboren in Oran in het huidige Algerije. Hij was een verwant van Léon Gambetta, een Franse premier. In 1877 werd hij als gematigde republikein in de Kamer van Afgevaardigden (Chambre des Députés) gekozen voor het departement Constantine. Hij bleef een recordtijd van 55 jaar (tot zijn dood in 1932) lid van de Kamer van Afgevaardigden. Hij vergaderde telkens met de gematigde republikeinse groepen in het Franse parlement, zoals de Républicains de Gauche (Alliance Républicaine Démocratique) en - vanaf 1924 - de Gauche Radicale. Tijdens de Dreyfusaffaire was hij een gepassioneerd Dreyfusard.
Gaston Thomson was van 24 januari 1905 tot 22 oktober 1908 minister van Marine. In die functie hield hij zich vooral bezig met de modernisering van de marine. Hij gaf de opdracht tot de bouw van moderne pantserschepen en kruisers waarna de Franse marine de tweede van de wereld werd (na het Verenigd Koninkrijk). Zijn modernisering van de marine werd voortgezet door zijn opvolgers, in het bijzonder Georges Leygues.
Van 13 juni 1914 tot 29 oktober 1915 was hij minister van Posterijen, Telegrafie, Telefonie en Handel in de oorlogskabinetten-Viviani.
Gaston Thomson overleed op 84-jarige leeftijd.

### Ministerschappen
- Minister van Marine in de kabinetten-Rouvier I (24 januari 1905 - 18 februari 1906), Rouvier II (18 februari - 6 maart 1906), Sarrien (14 maart - 22 oktober 1908) en Clemenceau I (25 oktober 1906 - 20 juli 1909)
- Minister van Posterijen, Telegrafie en Telefonie in de kabinetten Viviani I en II (13 juni 1914 - 29 oktober 1915)

## Verwijzing
1. ↑  Toen een deel van Frankrijk.

- Bibliothèque nationale de France: cb14976407p (data)
- SNAC: w6h42q26
- Système universitaire de documentation: 151254826
- Virtual International Authority File: 120175812